# Alonso Vargas y Abarca
Alonso Vargas y Abarca o Barca, nació en 1633 en Toledo (España). El 23 de septiembre de 1656 fue ordenado sacerdote en la Orden de San Agustín el 23 de septiembre de 1656. 
Seguidamente fue nombrado catedrático en Teología y prior en diversos monasterios de la orden agustina en la península ibérica.
Fue elevado en fecha 22 de noviembre de 1677 como Obispo de la Diócesis de Honduras, por el papa Inocencio XI y prestó juramento en Sevilla el 1 de febrero de 1678, fue consagrado por el obispo Andrés Navas Quevedo en León (Nicaragua) un día viernes 24 de febrero de 1679, seguidamente llegó a la Provincia de Comayagua (Honduras) con el fin de tomar posesión de su cargo y evangelizar a los pobladores del territorio; en ese entonces estaba la sede del Obispado se encontraba en Santa María de la Nueva Valladolid de Comayagua. En 1679 el obispo Alfonso Vargas y Abarca fundó el primer seminario en Honduras, transformó el colegio-seminario fundado por su antecesor el obispo monseñor Jerónimo de Corella, en la ciudad de Comayagua el 20 de febrero de 1564. 
Su administración apostólica concluyó al fallecer en 1697.